# USS Jarvis (DD-799)
USS Jarvis (DD-799) là một tàu khu trục lớp Fletcher được Hải quân Hoa Kỳ chế tạo trong Chiến tranh Thế giới thứ hai. Nó là chiếc tàu chiến thứ ba của Hải quân Mỹ được đặt theo tên James C. Jarvis (1787-1800), một thiếu sinh quân hải quân tử trận ở tuổi 13 trong cuộc Chiến tranh Quasi với Pháp. Nó đã hoạt động cho đến hết Thế Chiến II, ngừng hoạt động một thời gian ngắn, rồi tái biên chế trở lại năm 1951 và tiếp tục phục vụ trong Chiến tranh Triều Tiên và sau đó, cho đến khi được chuyển cho Tây Ban Nha năm 1960, và hoạt động như là chiếc SPS Alcalá Galiano cho đến khi bị tháo dỡ năm 1988. Jarvis được tặng thưởng một Ngôi sao Chiến trận do thành tích phục vụ trong Thế Chiến II, và thêm một Ngôi sao Chiến trận khác khi phục vụ tại Triều Tiên.

## Thiết kế và chế tạo
Jarvis được đặt lườn tại xưởng tàu của hãng Seattle-Tacoma Shipbuilding Corp. ở Seattle, Washington vào ngày 7 tháng 6 năm 1943. Nó được hạ thủy vào ngày 14 tháng 2 năm 1944; được đỡ đầu bởi bà Harold Burkit, con gái Thượng nghị sĩ Rufus C. Holman từ tiểu bang Oregon, và nhập biên chế vào ngày 3 tháng 6 năm 1944 dưới quyền chỉ huy của Trung tá Hải quân E. B. Ellsworth.

## Lịch sử hoạt động

### Thế Chiến II
Sau khi hoàn tất chạy thử máy dọc theo bờ biển California, Jarvis khởi hành từ Seattle vào ngày 25 tháng 8 năm 1944 trong thành phần hộ tống cho thiết giáp hạm South Dakota (BB-57) để đi Trân Châu Cảng. Sau khi đến nơi vào ngày 31 tháng 8, nó lại lên đường vào ngày 3 tháng 9, di chuyển độc lập đến Adak, Alaska, nơi nó gia nhập Lực lượng Bắc Thái Bình Dương, và tham gia các hoạt động tại khu vực quần đảo Kuril. Hoạt động từ Adak và Attu, chiếc tàu khu trục phải chống chọi thời tiết lạnh khắc nghiệt và bão tố kéo dài, tiến hành tám đợt bắn phá xuống căn cứ đối phương và tàu bè từ Paramushiru đến Matsuwa.
Quay trở về Adak sau đợt bắn phá cuối cùng vào ngày 15 tháng 8, ngày Nhật Bản đầu hàng kết thúc cuộc xung đột, Jarvis lên đường đi Aomori, Honshū, nơi nó hỗ trợ các hoạt động chiếm đóng. Đi đến Aomori vào ngày 8 tháng 9, nó tuần tra trong biển Nhật Bản, hỗ trợ các cuộc đổ bộ chiếm đóng và phá hủy các cơ sở quân sự tại Honshū và Hokkaidō. Nó rời Yokosuka, Honshū vào ngày 19 tháng 11 để quay trở về Hoa Kỳ, đi đến Trân Châu Cảng vào ngày 29 tháng 11, nơi nó tham gia Chiến dịch Magic Carpet nhằm hồi hương những cựu chiến binh ở nước ngoài. Con tàu khởi hành vào ngày 1 tháng 12, quay về vùng bờ Đông ngang qua San Diego và kênh đào Panama, về đến Xưởng hải quân Charleston, Charleston, South Carolina vào ngày 22 tháng 12. Jarvis được đưa về Hạm đội Dự bị Đại Tây Dương vào ngày 11 tháng 4 năm 1946 và được cho xuất biên chế vào ngày 29 tháng 6 năm 1946.

### 1951 - 1960
Sau khi Chiến tranh Triều Tiên nổ ra tại Viễn Đông với quy mô và cường độ ngày càng mở rộng, Jarvis được cho nhập biên chế trở lại vào ngày 8 tháng 2 năm 1951 dưới quyền chỉ huy của Hạm trưởng, Trung tá Hải quân E. F. Rye. Nó hoạt động tại vùng biển Đại Tây Dương, ngoài khơi Charleston và Norfolk, Virginia trong hơn một năm trước khi khởi hành từ Norfolk vào ngày 15 tháng 5 năm 1952 để được bố trí sang Triều Tiên. Đi ngang qua kênh đào Panama, vùng bờ Tây và Nhật Bản, nó đi đến ngoài khơi bờ biển phía Đông bán đảo Triều Tiên vào ngày 23 tháng 6, làm nhiệm vụ phong tỏa và tuần tra can thiệp, hoạt động trong khu vực trải rộng từ Songjin và Chongjin, và hoạt động phối hợp cùng Đệ Thất hạm đội cho đến khi nó quay trở về Yokosuka vào ngày 18 tháng 8. Nó sau đó được điều sang tuần tra tại eo biển Đài Loan từ ngày 26 tháng 9 đến ngày 10 tháng 10, và sau khi hoàn thành lượt phục vụ, nó lên đường cho hành trình quay trở về nhà. Chiếc tàu khu trục rời vịnh Subic, Philippines vào ngày 18 tháng 10, đi ngang qua Ceylon, kênh đào Suez và Gibraltar, hoàn tất chuyến vòng quanh thế giới khi về đến Norfolk vào ngày 12 tháng 12.

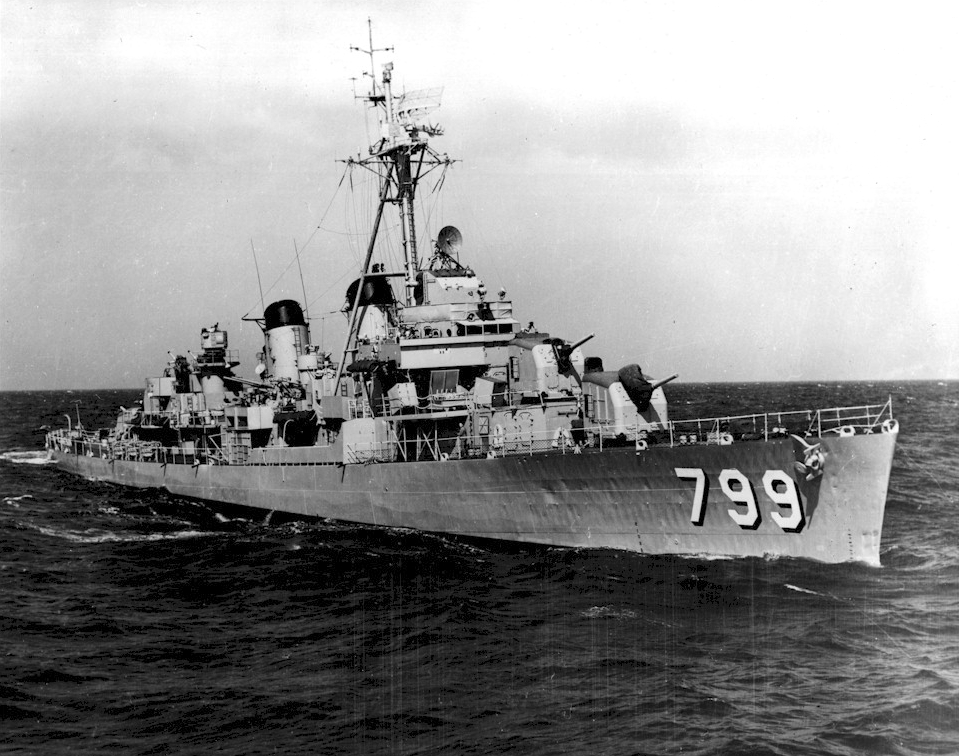
Jarvis trên đường đi vào cuối những năm 1950.

Jarvis tiếp nối các hoạt động thường lệ cùng Hạm đội Đại Tây Dương. Vào ngày 4 tháng 5 năm 1954, nó được bố trí sang vùng biển Địa Trung Hải, đi đến Naples, Ý vào ngày 18 tháng 5. Con tàu hoạt động phối hợp cùng Đệ Lục hạm đội trong vai trò răn đe sự bành trướng của Cộng sản tại Trung Đông trước khi quay trở về Norfolk vào ngày 9 tháng 7.
Rời Norfolk vào ngày 5 tháng 1, 1955, Jarvis đi sang vùng bờ Tây, đi đến Long Beach, California vào ngày 26 tháng 1. Sau khi huấn luyện ngoài khơi bờ biển California, nó lên đường vào ngày 21 tháng 4 cho lượt bố trí sang Viễn Đông đầu tiên trong tổng số năm lượt sau khi Chiến tranh Triều Tiên kết thúc. Được phối thuộc cùng Đệ Thất hạm đội, nó hoạt động trong phạm vi Tây Thái Bình Dương suốt từ Nhật Bản đến Philippines, và vào năm 1955 đã hỗ trợ cho việc di tản người tị nạn từ Bắc Việt Nam đến Nam Việt Nam. Trong tất cả các lượt bố trí, nó đã tuần tra tại eo biển Đài Loan giúp ổn định tình trạng đối đầu giữa Trung Hoa lục địa và Đài Loan. Đặc biệt trong năm 1958 nó đã trợ giúp cho lực lượng Trung Hoa dân quốc trong vụ Khủng hoảng eo biển Đài Loan lần hai, khi Trung Cộng nả pháo tấn công các đảo Kim Môn và Mã Tổ.
Jarvis quay trở về Long Beach sau lượt bố trí thứ năm vào ngày 4 tháng 3, 1960, hoạt động dọc theo vùng bờ Tây cho đến ngày 24 tháng 9, khi nó được điều sang vùng nbờ Đông. Đi đến Xưởng hải quân Philadelphia vào ngày 16 tháng 10, một lần nữa nó được cho xuất biên chế vào ngày 24 tháng 10, được đưa về Hạm đội Dự bị Đại Tây Dương.

### SPSAlcalá Galiano(44/24)
Vào ngày 3 tháng 11, 1960, con tàu được huyển cho Tây Ban Nha mượn trong thời hạn 5 năm theo thỏa thuận của Chương trình Hỗ trợ quân sự. Nó hoạt động cùng Hải quân Tây Ban Nha như là chiếc SPS Alcalá Galiano, trước mang ký hiệu lườn 44, sau đổi thành 24.
Alcalá Galiano ngừng hoạt động vào ngày 15 tháng 12, 1988 và bị tháo dỡ.

## Phần thưởng
Jarvis được tặng thưởng một Ngôi sao Chiến trận do thành tích phục vụ trong Thế Chiến II, và thêm một Ngôi sao Chiến trận khác khi phục vụ tại Triều Tiên.